# Europees kampioenschap voetbal mannen onder 21 - 2011

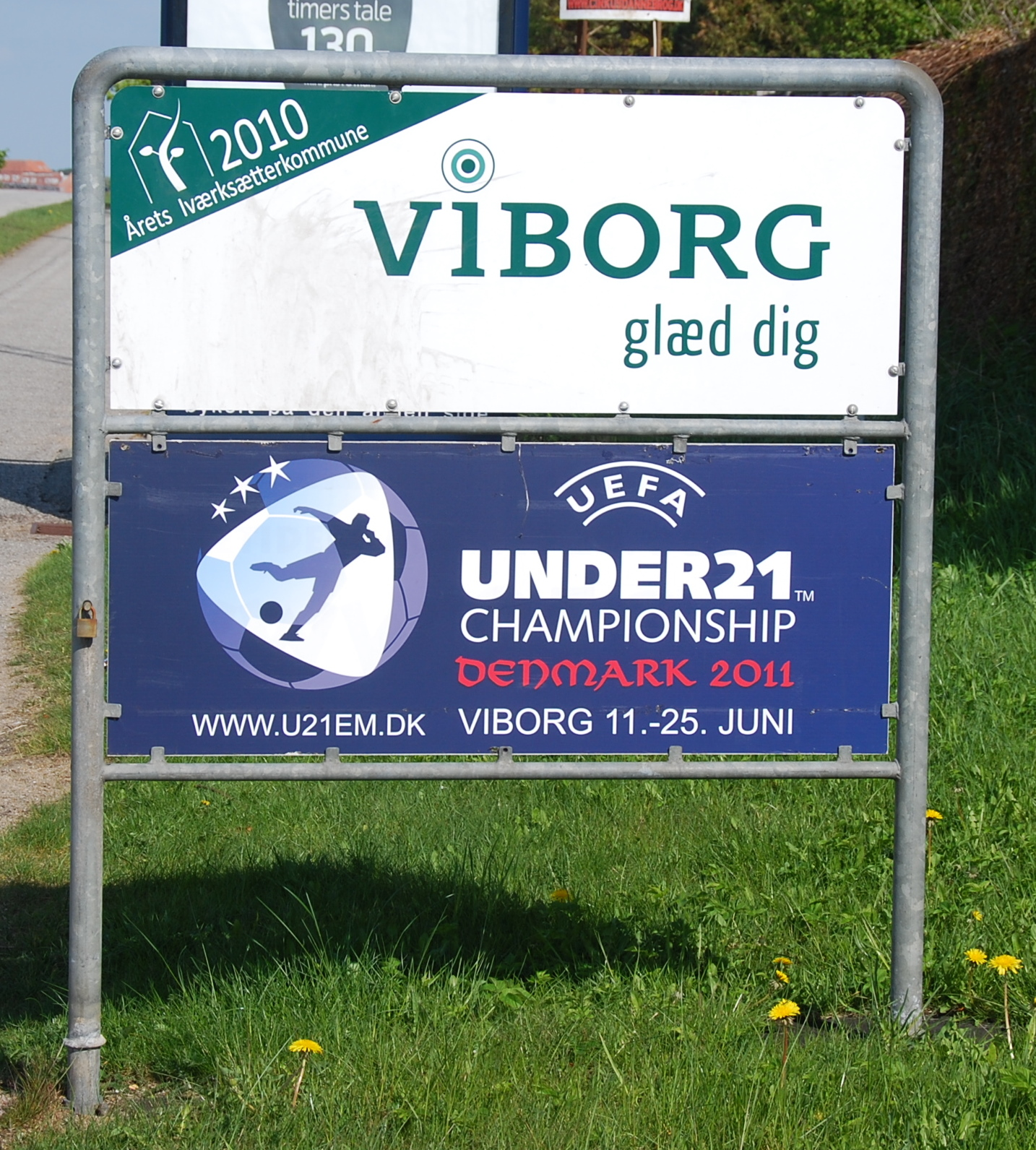
Sign in Viborg. (Foto: Lars Schmidt)

Het Europees kampioenschap voetbal onder 21 - 2011 begon op 28 maart 2009 met de kwalificaties en was de 18e editie van het Europees kampioenschap voetbal onder 21.
De competitie wordt in de oneven jaren gehouden om uit de schaduw van het Europees kampioenschap voetbal mannen en het Wereldkampioenschap voetbal te blijven.
Denemarken organiseerde het eindtoernooi van 12 tot 25 juni 2011 en plaatste zich hierdoor al automatisch. 52 landen die aangesloten zijn bij de UEFA moesten zich proberen te plaatsten voor het eindtoernooi in Denemarken inclusief de titelhouder van 2009, Duitsland.
Het toernooi diende tevens als kwalificatietoernooi voor de Olympische Spelen van 2012, waarvoor drie plaatsen te verdienen waren. Indien Engeland (dat als gastland van de Olympische Spelen reeds verzekerd was van deelname) de halve finale zou bereiken, zouden de andere drie halvefinalisten zich kwalificeren. Engeland haalde de halve finale echter niet, waardoor er een play-off nodig was waarin Wit-Rusland zich ten koste van Tsjechië wist te kwalificeren voor de Spelen naast finalisten Spanje en Zwitserland.
Spelers die na 1 januari 1988 zijn geboren waren speelgerechtigd voor dit toernooi.

## Kwalificatie
De 52 landen waren verdeeld in 10 groepen. De groepswedstrijden werden gespeeld vanaf 28 maart 2009 tot en met 10 september 2010. De loting vond plaats op 13 februari 2009 in Aarhus, Denemarken.

## Groepen
Teams die geplaatst zijn voor de play-offs staan in het groen. De teams zijn gerangschikt op hun eindpositie in hun groep.
| Groep 1                                  | Groep 2                                 | Groep 3                                         | Groep 4                     | Groep 5                            |
| ---------------------------------------- | --------------------------------------- | ----------------------------------------------- | --------------------------- | ---------------------------------- |
| Roemenië                                 | Zwitserland                             | Italië                                          | Nederland Spanje            | Tsjechië IJsland                   |
| Rusland Moldavië Letland Faeröer Andorra | Turkije Georgië Estland Armenië Ierland | Wales Hongarije Bosnië en Herzegovina Luxemburg | Finland Polen Liechtenstein | Duitsland Noord-Ierland San Marino |

| Groep 6                                | Groep 7                           | Groep 8                         | Groep 9                     | Groep 10                        |
| -------------------------------------- | --------------------------------- | ------------------------------- | --------------------------- | ------------------------------- |
| Zweden                                 | Kroatië                           | Oekraïne                        | Griekenland Engeland        | Schotland Wit-Rusland           |
| Israël Montenegro Kazachstan Bulgarije | Slowakije Servië Noorwegen Cyprus | België Frankrijk Slovenië Malta | Portugal Litouwen Macedonië | Oostenrijk Albanië Azerbeidzjan |

### Play-offs
| Team 1      | Tot.    | Team 2      | 1e wedstr. | 2e wedstr. |
| ----------- | ------- | ----------- | ---------- | ---------- |
| Engeland    | 2-1     | Roemenië    | 2-1        | 0-0        |
| Nederland   | 3-3 (u) | Oekraïne    | 1-3        | 2-0        |
| Spanje      | 5-1     | Kroatië     | 2-1        | 3-0        |
| Zwitserland | 5-2     | Zweden      | 4-1        | 1-1        |
| IJsland     | 4-2     | Schotland   | 2-1        | 2-1        |
| Tsjechië    | 5-0     | Griekenland | 3-0        | 2-0        |
| Italië      | 2-3     | Wit-Rusland | 2-0        | 0-3        |

## Speelsteden
| Aarhus             | Aalborg            | Viborg            | Herning           |
| ------------------ | ------------------ | ----------------- | ----------------- |
| NRGi Park          | Energi Nord Arena  | Viborgstadion     | MCH Arena         |
| Capaciteit: 21.000 | Capaciteit: 10.500 | Capaciteit: 9.566 | Capaciteit: 9.500 |
|                    |                    |                   |                   |

## Gekwalificeerde teams
| Land        | Gekwalificeerd als                 | Datum van kwalificatie | Vorige deelnames aan het toernooi                                          |
| ----------- | ---------------------------------- | ---------------------- | -------------------------------------------------------------------------- |
| Denemarken  | Gastland                           | 10 december 2008       | 4 (1978, 1986, 1992, 2006)                                                 |
| Zwitserland | winnaar play-off tegen Zweden      | 11 oktober 2010        | 2 (2002, 2004)                                                             |
| IJsland     | winnaar play-off tegen Schotland   | 11 oktober 2010        | Eerste deelname                                                            |
| Engeland    | winnaar play-off tegen Roemenië    | 12 oktober 2010        | 10 (1978, 1980, 1982, 1984, 1986, 1988, 2000, 2002, 2007, 2009)            |
| Spanje      | winnaar play-off tegen Kroatië     | 12 oktober 2010        | 10 (1978, 1980, 1982, 1984, 1986, 1988, 1990, 1994, 1996, 1998, 2000, 2009 |
| Wit-Rusland | Winnaar play-off tegen Italië      | 12 oktober 2010        | 2 (2004, 2009)                                                             |
| Tsjechië    | Winnaar play-off tegen Griekenland | 12 oktober 2010        | 4 (1996, 2000 2002, 2007)                                                  |
| Oekraïne    | Winnaar play-off tegen Nederland   | 12 oktober 2010        | 1 (2006)                                                                   |

## Pottenindeling
De loting voor het eindtoernooi vond plaats op 9 november 2010 in het Aalborg Congress & Culture Centre in Aalborg.
| Pot 1                                                                 | Pot 2              | Pot 3                                             |
| --------------------------------------------------------------------- | ------------------ | ------------------------------------------------- |
| - Denemarken (Standaard in Groep A) - Tsjechië (Standaard in Groep B) | - Spanje - IJsland | - Engeland - Zwitserland - Wit-Rusland - Oekraïne |

## Wedstrijden

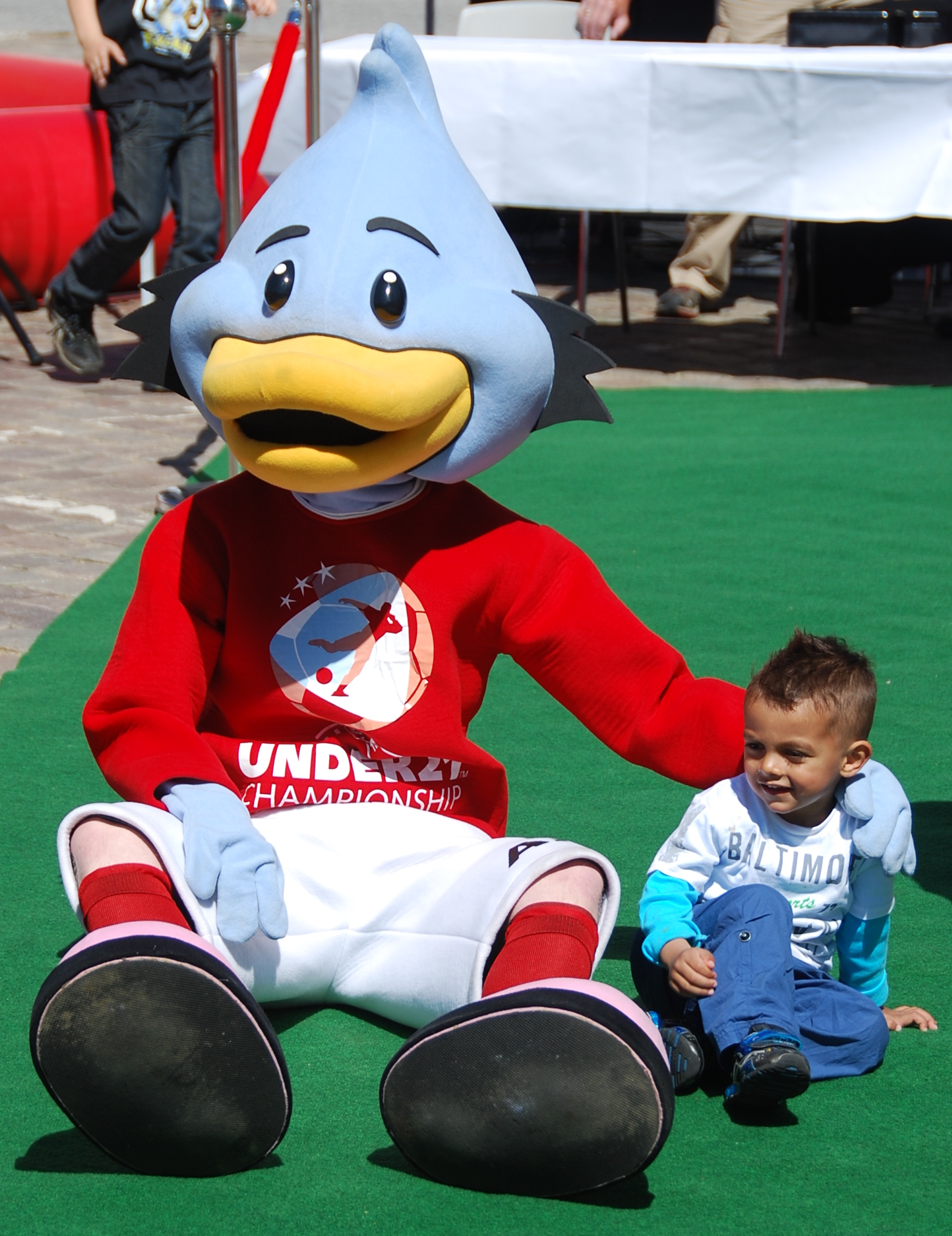
Mascotte "Andy"

Alle tijden zijn Midden-Europese Zomertijd (UTC+2)

### Groepsfase

#### Groep A
| Team        | Pld | W | D | L | GF | GA | GD | Pts |
| ----------- | --- | - | - | - | -- | -- | -- | --- |
| Zwitserland | 3   | 3 | 0 | 0 | 6  | 0  | 6  | 9   |
| Wit-Rusland | 3   | 1 | 0 | 2 | 3  | 5  | −2 | 3   |
| IJsland     | 3   | 1 | 0 | 2 | 3  | 5  | −2 | 3   |
| Denemarken  | 3   | 1 | 0 | 2 | 3  | 5  | −2 | 3   |

| Team        | Pld | W | D | L | GF | GA | GD | Pts |
| ----------- | --- | - | - | - | -- | -- | -- | --- |
| Wit-Rusland | 2   | 1 | 0 | 1 | 3  | 2  | +1 | 3   |
| IJsland     | 2   | 1 | 0 | 1 | 3  | 3  | 0  | 3   |
| Denemarken  | 2   | 1 | 0 | 1 | 3  | 4  | –1 | 3   |

|                    |                                 |                  |         |                                                                                       |
| 11 juni 2011 18:00 | Wit-Rusland                     | 2 – 0            | IJsland | NRGi Park, Aarhus Toeschouwers: 2.815 Scheidsrechter: Aleksandar Stavrev ( Macedonië) |
| 11 juni 2011 18:00 | Varankow 77' (pen.) Skavysh 87' | Wedstrijdverslag |         | NRGi Park, Aarhus Toeschouwers: 2.815 Scheidsrechter: Aleksandar Stavrev ( Macedonië) |

|                    |            |                  |             |                                                                                                 |
| 11 juni 2011 20:45 | Denemarken | 0 – 1            | Zwitserland | Aalborg Stadion, Aalborg Toeschouwers: 9.678 Scheidsrechter: Robert Schörgenhofer ( Oostenrijk) |
| 11 juni 2011 20:45 |            | Wedstrijdverslag | 48' Shaqiri | Aalborg Stadion, Aalborg Toeschouwers: 9.678 Scheidsrechter: Robert Schörgenhofer ( Oostenrijk) |

|                    |                      |                  |         |                                                                                          |
| 14 juni 2011 18:00 | Zwitserland          | 2 – 0            | IJsland | Aalborg Stadion, Aalborg Toeschouwers: 1.903 Scheidsrechter: Marijo Strahonja ( Kroatië) |
| 14 juni 2011 18:00 | Frei 1' Emeghara 40' | Wedstrijdverslag |         | Aalborg Stadion, Aalborg Toeschouwers: 1.903 Scheidsrechter: Marijo Strahonja ( Kroatië) |

|                    |                           |                  |             |                                                                                    |
| 14 juni 2011 20:45 | Denemarken                | 2 – 1            | Wit-Rusland | NRGi Park, Aarhus Toeschouwers: 18.152 Scheidsrechter: Paolo Tagliavento ( Italië) |
| 14 juni 2011 20:45 | Eriksen 22' Jørgensen 71' | Wedstrijdverslag | 20' Baga    | NRGi Park, Aarhus Toeschouwers: 18.152 Scheidsrechter: Paolo Tagliavento ( Italië) |

|                    |                                                 |                  |            |                                                                                      |
| 18 juni 2011 20:45 | IJsland                                         | 3 – 1            | Denemarken | Aalborg Stadion, Aalborg Toeschouwers: 9.308 Scheidsrechter: Milorad Mažić ( Servië) |
| 18 juni 2011 20:45 | Sigthórsson 58' Bjarnason 60' Valgarðsson 90+2' | Wedstrijdverslag | 81' Kadrii | Aalborg Stadion, Aalborg Toeschouwers: 9.308 Scheidsrechter: Milorad Mažić ( Servië) |

|                    |                                             |                  |             |                                                                                      |
| 18 juni 2011 20:45 | Zwitserland                                 | 3 – 0            | Wit-Rusland | NRGi Park, Aarhus Toeschouwers: 1.604 Scheidsrechter: Markus Strömbergsson ( Zweden) |
| 18 juni 2011 20:45 | Mehmedi 6' (pen.) Mehmedi 43' Feltscher 90' | Wedstrijdverslag |             | NRGi Park, Aarhus Toeschouwers: 1.604 Scheidsrechter: Markus Strömbergsson ( Zweden) |

#### Groep B
| Team     | Pld | W | D | L | GF | GA | GD | Pts |
| -------- | --- | - | - | - | -- | -- | -- | --- |
| Spanje   | 3   | 2 | 1 | 0 | 6  | 1  | 5  | 7   |
| Tsjechië | 3   | 2 | 0 | 1 | 4  | 4  | 0  | 6   |
| Engeland | 3   | 0 | 2 | 1 | 2  | 3  | −1 | 2   |
| Oekraïne | 3   | 0 | 1 | 2 | 1  | 5  | −4 | 1   |

|                    |                 |                  |           |                                                                                   |
| 12 juni 2011 18:00 | Tsjechië        | 2 – 1            | Oekraïne  | Viborgstadion, Viborg Toeschouwers: 4.251 Scheidsrechter: Milorad Mažić ( Servië) |
| 12 juni 2011 18:00 | Dočkal 49', 56' | Wedstrijdverslag | 87' Bilyi | Viborgstadion, Viborg Toeschouwers: 4.251 Scheidsrechter: Milorad Mažić ( Servië) |

|                    |             |                  |             |                                                                                             |
| 12 juni 2011 20:45 | Spanje      | 1 – 1            | Engeland    | Herning Stadium, Herning Toeschouwers: 8.046 Scheidsrechter: Markus Strömbergsson ( Zweden) |
| 12 juni 2011 20:45 | Herrera 14' | Wedstrijdverslag | 88' Welbeck | Herning Stadium, Herning Toeschouwers: 8.046 Scheidsrechter: Markus Strömbergsson ( Zweden) |

|                    |          |                  |                 |                                                                                              |
| 15 juni 2011 18:00 | Tsjechië | 0 – 2            | Spanje          | Viborgstadion, Viborg Toeschouwers: 4.662 Scheidsrechter: Robert Schörgenhofer ( Oostenrijk) |
| 15 juni 2011 18:00 |          | Wedstrijdverslag | 27', 47' Adrián | Viborgstadion, Viborg Toeschouwers: 4.662 Scheidsrechter: Robert Schörgenhofer ( Oostenrijk) |

|                    |                  |       |          |                                                                                              |
| 15 juni 2011 20:45 | Oekraïne         | 0 – 0 | Engeland | Herning Stadium, Herning Toeschouwers: 3.495 Scheidsrechter: Aleksandar Stavrev ( Macedonië) |
| 15 juni 2011 20:45 | Wedstrijdverslag |       |          | Herning Stadium, Herning Toeschouwers: 3.495 Scheidsrechter: Aleksandar Stavrev ( Macedonië) |

|                    |             |                  |                             |                                                                                       |
| 19 juni 2011 20:45 | Engeland    | 1 – 2            | Tsjechië                    | Viborgstadion, Viborg Toeschouwers: 5.262 Scheidsrechter: Paolo Tagliavento ( Italië) |
| 19 juni 2011 20:45 | Welbeck 76' | Wedstrijdverslag | 89' Chramosta 90+4' Pekhart | Viborgstadion, Viborg Toeschouwers: 5.262 Scheidsrechter: Paolo Tagliavento ( Italië) |

|                    |          |                  |                                 |                                                                                          |
| 19 juni 2011 20:45 | Oekraïne | 0 – 3            | Spanje                          | Herning Stadium, Herning Toeschouwers: 3.302 Scheidsrechter: Marijo Strahonja ( Kroatië) |
| 19 juni 2011 20:45 |          | Wedstrijdverslag | 10', 72' (pen.) Mata 27' Adrián | Herning Stadium, Herning Toeschouwers: 3.302 Scheidsrechter: Marijo Strahonja ( Kroatië) |

## Knock-outronde
|  | halve finale           | halve finale          |   |                       | finale                | finale |
|  |                        |                       |   |                       |                       |        |
|  | 22 juni 2011 – Herning |                       |   |                       |                       |        |
|  | Zwitserland (n.v.)     | 1                     |   |                       |                       |        |
|  | Tsjechië               | 0                     |   |                       |                       |        |
|  |                        |                       |   |                       |                       |        |
|  |                        |                       |   |                       | 25 juni 2011 – Aarhus |        |
|  |                        |                       |   |                       | Zwitserland           | 0      |
|  |                        | Spanje                | 2 |                       |                       |        |
|  |                        |                       |   |                       |                       |        |
|  |                        |                       |   |                       | Olympische play-off   |        |
|  | 22 juni 2011 – Viborg  | 22 juni 2011 – Viborg |   | 25 juni 2011 – Aarhus | 25 juni 2011 – Aarhus |        |
|  | Spanje (n.v.)          | 3                     |   | Tsjechië              | 0                     |        |
|  | Wit-Rusland            | 1                     |   |                       | Wit-Rusland           | 1      |

#### Halve finales
|                    |                               |                  |              |                                                                                           |
| 22 juni 2011 18:00 | Spanje                        | 3 – 1 (n.v.)     | Wit-Rusland  | Viborg Stadion, Viborg Toeschouwers: 7.521 Scheidsrechter: Markus Strömbergsson ( Zweden) |
| 22 juni 2011 18:00 | Adrián 89', 105' Jeffrén 113' | Wedstrijdverslag | 38' Varankow | Viborg Stadion, Viborg Toeschouwers: 7.521 Scheidsrechter: Markus Strömbergsson ( Zweden) |

|                    |              |                  |          |                                                                                                 |
| 22 juni 2011 21:00 | Zwitserland  | 1 – 0 (n.v.)     | Tsjechië | Herning Stadium, Herning Toeschouwers: 5.038 Scheidsrechter: Robert Schörgenhofer ( Oostenrijk) |
| 22 juni 2011 21:00 | Mehmedi 114' | Wedstrijdverslag |          | Herning Stadium, Herning Toeschouwers: 5.038 Scheidsrechter: Robert Schörgenhofer ( Oostenrijk) |

#### Olympische play-off
|                    |          |                  |               |                                                                                    |
| 25 juni 2011 15:00 | Tsjechië | 0 – 1            | Wit-Rusland   | Aalborg Stadion, Aalborg Toeschouwers: 870 Scheidsrechter: Milorad Mažić ( Servië) |
| 25 juni 2011 15:00 |          | Wedstrijdverslag | 88' Filipenko | Aalborg Stadion, Aalborg Toeschouwers: 870 Scheidsrechter: Milorad Mažić ( Servië) |

#### Finale
|                    |             |                  |                                  |                                                                                    |
| 25 juni 2011 20:45 | Zwitserland | 0 – 2            | Spanje                           | NRGi Park, Aarhus Toeschouwers: 16.110 Scheidsrechter: Paolo Tagliavento ( Italië) |
| 25 juni 2011 20:45 |             | Wedstrijdverslag | 41' Herrera 81' Thiago Alcántara | NRGi Park, Aarhus Toeschouwers: 16.110 Scheidsrechter: Paolo Tagliavento ( Italië) |